# Ashwaubenon
Ashwaubenon est un village situé dans le comté de Brown, dans l'État du Wisconsin, aux États-Unis. Sa population s’élevait à 16 991 habitants lors du recensement de 2020. Le village se situe en partie au sein de la réserve indienne d'Oneida.